# Graecophalangium drenskii
Graecophalangium drenskii is een hooiwagen uit de familie echte hooiwagens (Phalangiidae).